# Maschinenfabrik Dexheimer

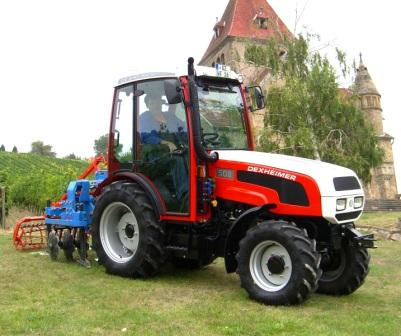
Dexheimer 508Si

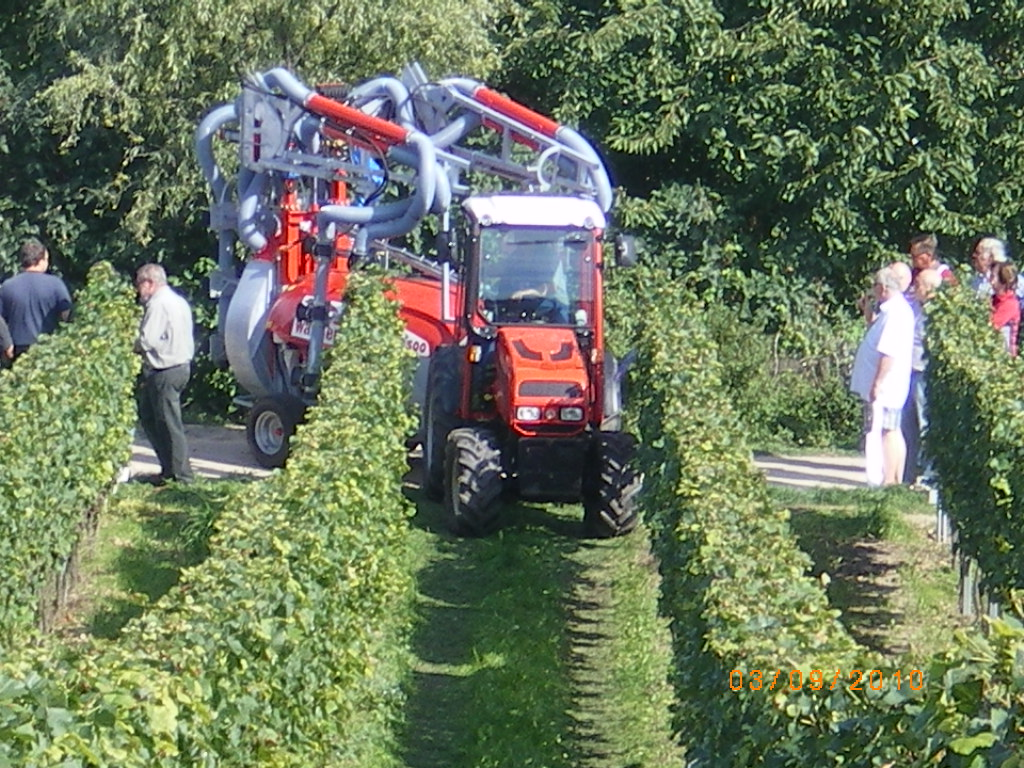
Dexheimer 510Si

Die Maschinenfabrik Dexheimer GmbH war ein deutscher Hersteller von Schmalspurtraktoren. Jährlich wurden um die einhundert Traktoren speziell nach den Wünschen der Kunden gefertigt. Der Standort des Unternehmens befand sich in Wallertheim im Weinbaugebiet Rheinhessen in Rheinland-Pfalz. Das Unternehmen wurde 1969 gegründet als die Traktorenfertigung aus der Georg Dexheimer KG ausgegliedert wurde. Es war ein Unternehmen der Dexheimer Gruppe zu welcher noch ein Handelsbetrieb für Agrar-, Weinbau- und Kellereitechnik die Georg Dexheimer GmbH & Co KG gehört.

## Geschichte
Der gelernte Schlosser und Landmaschinenmeister Georg Dexheimer (* 1859) gründete im Jahre 1885 in Wallertheim unter dem Namen Dexheimer-Landmaschinen eine Reparaturwerkstatt für landwirtschaftliche Geräte. 1886 wurde das Geschäftshaus in der Wallertheimer Straße errichtet. Im Jahre 1889 wurde der Betrieb dann um ein Handelsgeschäft für Landmaschinen und Geräte erweitert. Der Betrieb wuchs stetig, so dass 1910 mit dem Bau eines neuen Werkstattgebäudes in der Wallertheimer Bahnhofstraße begonnen wurde. Noch vor der Fertigstellung verstarb Georg Dexheimer im Alter von 53 Jahren, worauf sein Sohn Jakob (* 1888) den Familienbetrieb weiter führte. 1915 wurde Jakob Dexheimer zum Militär eingezogen. Erst 1918 nach Ende des Ersten Weltkriegs kehrt er wieder heim. Da der Werkstatteinrichtung von der französischen Besatzungsmacht deportiert worden war, stand er vor einem Neuanfang.
1919 trat Karl Decker, der Schwiegersohn von Jakob Dexheimer, in das Unternehmen ein und übernahm die kaufmännische Leitung. Da die Produktion von Traubenmühlen, Kartoffelmühlen, Acker- und Leiterwagen stark anstieg, wurden 1921 und 1924 weitere Gebäude für die Fertigung errichtet. 1952 beteiligen sich die Kinder Fritz-Karl, Charlotte, Elisabeth und Katharina Decker am Betrieb. Katharina baute mit ihrem Mann Eduard Lenga einen eigenen Landmaschinenbetrieb in Westfalen auf. Doch nach dem Tod von Jakob Dexheimer kehrten sie nach Wallertheim zurück und Eduard Lenga übernahm die Technische Leitung. Anlässlich des 75-jährigen Jubiläums 1960 wird eine neue Werkshalle mit Bürogebäude übergeben.
Als in den 1960er Jahren die Mechanisierung im Weinbau begann, entwickelte man bei Dexheimer einen Schmalspurtraktor speziell für diesen Aufgabenbereich. 1966 wurde dann der DEXHEIMER Allrad 222 vorgestellt. Der erste starre Schmalspurtraktor mit Allrad-Antrieb. Da auch Bungartz&Peschke Interesse hatten, ihre Schmalspurtraktoren mit Allrad anzubieten, erwarben sie von der Firma Dexheimer eine Fertigungslizenz für die Ausführung der Vorderachse. Die Nachfrage nach den Dexheimer Traktoren war so groß, dass 1968 ein eigener Produktionsbetriebs am Wallertheimer Bahnhof gebaut wurde. 1969 wurde dann die Traktorenfertigung aus dem Landmaschinenbetrieb Georg Dexheimer KG in die Maschinenfabrik Dexheimer & Co KG ausgegliedert. 1981 übernahm Rainer Lenga die Geschäftsführung des Unternehmens.
1989 wurde die Maschinenfabrik Dexheimer & Co. KG zur Maschinenfabrik Dexheimer GmbH umfirmiert.
2012 wurde laut Herstellerangabe die Produktion von Weinbautraktoren eingestellt und 2023 erfolgte die Auflösung der Gesellschaft.

## Produkte
Zwischen 2007 und 2012 wurde die Serie 500 Integral gefertigt. Sie umfasste ein leistungsstarkes Programm von Kompakt-Allradtraktoren von 70 bis 101 PS.